# Lymantria chosenibia
Lymantria chosenibia är en fjärilsart som beskrevs av Felix Bryk 1949. Lymantria chosenibia ingår i släktet Lymantria och familjen tofsspinnare. Inga underarter finns listade i Catalogue of Life.